# STS-41-F
STS-41-Fはスペースシャトルのミッションで、ディスカバリーによる飛行が予定されていたが、ペイロードの遅延が元で中止となった。計画ではこの飛行がディスカバリーの処女飛行となるはずだったが、キャンセルによってSTS-41-Dがディスカバリーの処女飛行となった。